# История евреев Ольденбурга

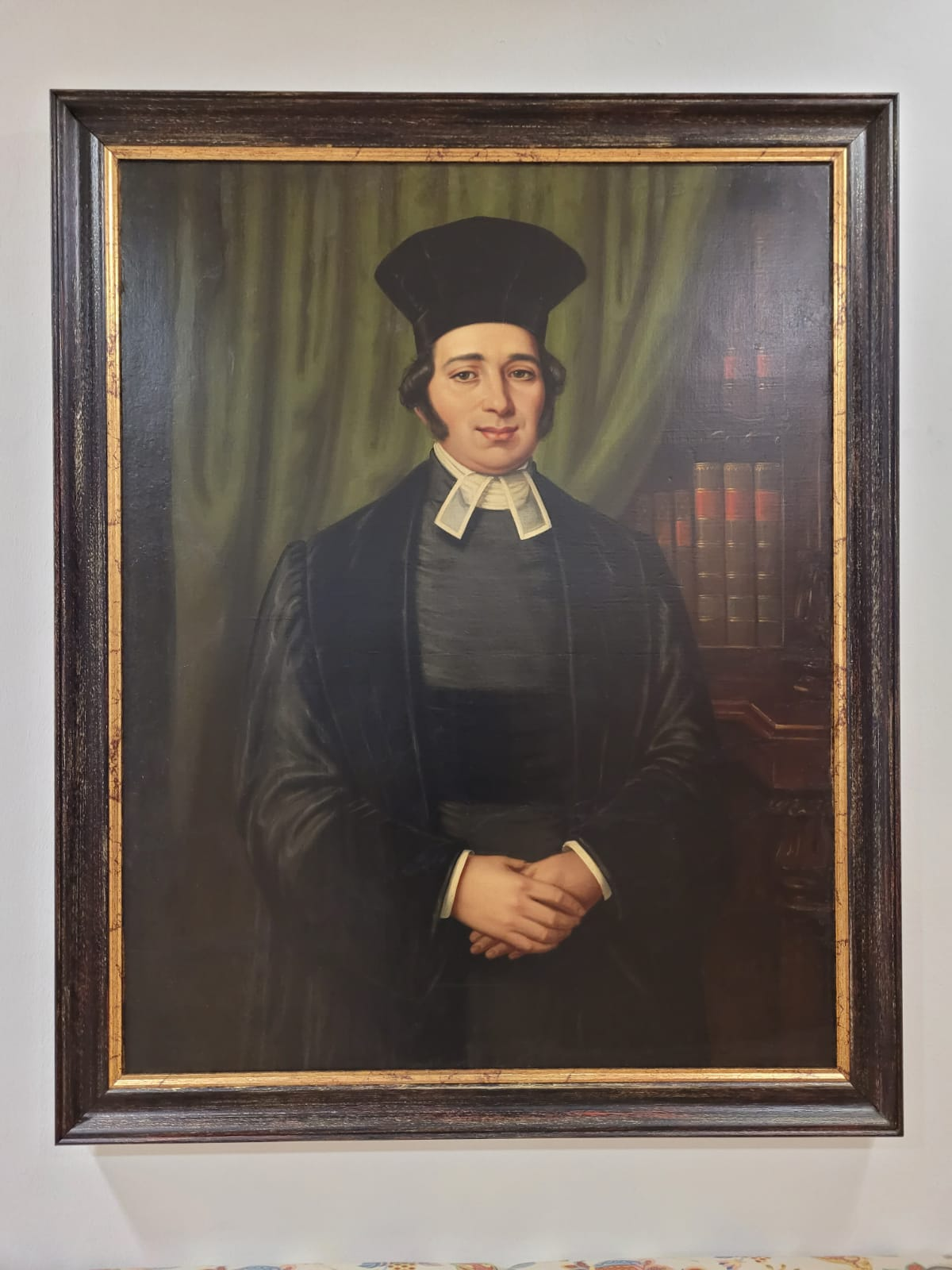
Раввин Натан Маркус Адлер (1803-1890)

### Средние векаиНовое время
Первое свидетельство о пребывании евреев в Ольденбурге — надпись на бронзовом кольце с печаткой, найденном при раскопках недалеко от Ольденбурга. Эта надпись гласит: «Рувим, сын Иеремии, да будет благословенна его память». Специалисты датируют это кольцо либо концом 13-го, либо началом 14-го веков. А первое письменное упоминание о евреях в Ольденбурге датировано 13-м декабря 1334-го года. Именно тогда власти Ольденбурга лишили городских евреев ряда имевшихся у них ранее привилегий, в частности, графской защиты — им прекратили выдавать охранные грамоты, но они не были изгнаны из города. Немного позже, в 1345-м году, евреям в Ольденбурге было запрещено заниматься всеми видами торговли, за исключением ростовщичества. Хотя евреи из соседней деревни Вильдесхаузен были изгнаны, что подтверждается документами, доказательств изгнания евреев из Ольденбурга не найдено.
В период между 1667-м и 1773-м годами Ольденбургом и прилегающими территориями владела Дания. Датчане поощряли приход евреев в город, и они снова начали селиться в Ольденбурге. Документов о еврейской жизни в городе в 17-м и 18-м веках очень немного. Однако известно, в частности, что еврейская семья по фамилии Гольдшмидт поселилась в Ольденбурге и занималась различными видами торговли, в частности, торговлей мясом. Особых успехов на этом поприще достиг внук основателя «династии» Иосиф Барух Гольдшмидт Третий, который получил для себя и своих сыновей охранные грамоты.

### До1938-гогода
С начала 19-го века в Ольденбурге существовала еврейская синагогальная община. В 1807-м году в Ольденбурге проживало 27 евреев, что составляло примерно 0,6 % от общего числа городских жителей в то время, а в 1820-м году община насчитывала уже 80 членов. В 1827-м году, при Великом герцоге Петере Фридрихе Людвиге, был основан Земельный раввинат. Первым земельным раввином стал 25-летний Натан Маркус Адлер, который получил степень доктора философии в возрасте 20-и лет, а после того, как уехал из Ольденбурга, стал главным раввином Британской империи и одним из самых влиятельных ортодоксальных раввинов в Европе. В 1829-м году жилой дом № 5 на Мюленштрассе был переоборудован, и в нём разместилась первая ольденбургская синагога. В этом же здании находилась и квартира раввина Адлера.
Количество проживающих в Ольденбурге евреев в течение следующих десятилетий росло. В 1855-м году численность общины составляла уже 104 человека. Дом на Мюленштрассе, приспособленный под синагогу, уже не мог вместить всех членов общины, и поэтому было принято решение построить новую синагогу. В начале 50-х годов 19-го века Еврейская община Ольденбурга приобрела в центре города, на Петерштрассе, земельный участок под строительство нового молельного дома. 3-го мая 1854-го года Великий герцог Николаус Фридрих Петер фон Ольденбург заложил фундамент здания новой синагоги, а 24-го августа 1855 года состоялась торжественная церемония её открытия. Рядом с синагогой был построен еврейский общинный центр и школа с расположенной в ней квартирой для учителя. Освящение синагоги провёл земельный раввин Бернхард Векслер.
Об этом событии писала газета «Allgemeine Zeitung des Judentums» от 17-го сентября 1855 года:
«Ольденбург, 24-е августа. Здесь была открыта синагога с участием множества народа. Их Королевские Высочества Великий герцог и Великая герцогиня удостоили церемонию своим присутствием. Освящение происходило в весьма торжественной обстановке, а господин земельный раввин Векслер выступил с замечательной проповедью, полной истинно религиозного духа».
В новой синагоге был установлен орган, который в 1891-м году, после вступления в должность раввина доктора Давида Маннхаймера, был удален.
К этому времени относится дальнейшее развитие еврейского предпринимательства в Ольденбурге. Открывались новые промышленные предприятия и магазины, принадлежащие евреям, среди которых были известные и уважаемые в городе люди. Продолжала расти и численность еврейской общины города: в 1875-м году в ней было уже 169 человек, а в 1905-м году — 265. С ростом общины здание синагоги стало тесным, поэтому было принято решение о его перестройке. Синагогу реконструировали по проекту архитектора Клингенберга. При реконструкции здания на нём укрепили мраморную доску с надписью на иврите «Бет Элохим», «Дом Бога». Впервые она была установлена на здании синагоги на Петерштрассе ещё в 1855 году. Когда эта синагога была перестроена, то памятная доска вновь украсила её фронтон. Новая синагога на Петтерштрассе по своему архитектурному облику значительно отличалась от старого здания: оно стало не только значительно больше, но и величественней. В окнах установили выполненные художником Георгом Карлом Роде из Бремена витражи, на которых он символически изобразил еврейские праздники. 26-го марта 1905 года новая синагога была освящена, торжественно открыта, она действовала до 9-го ноября 1938-го года.

### Уничтожение
К 1938-у году в Ольденбурге осталось 320 евреев, часть которых эмигрировали в Нидерланды, Палестину, США, Канаду или другие страны Соединённого Королевства и Южную Африку. Некоторые из них не пережили Холокост, как и большинство из тех, кто остался в городе. В ночь на 10-е ноября 1938 года, в «Хрустальную ночь», синагога Ольденбурга была сожжена и разрушена, а затем разграблена. Была разрушена и стоящая рядом еврейская школа. Также разгромили и разграбили два последних еврейских магазина, которые ещё функционировали в Ольденбурге. На следующий день в городе были арестованы мужчины-евреи, которых под охраной полицейских провели через центр города до следственной тюрьмы у Земельного суда. Этот скорбный путь 43-х мужчин, марш унижений и издевательств, проходил мимо ещё дымящихся развалин синагоги, через оживленные торговые улицы. Везде, где они шли, на улицы высыпали толпы зевак, которые выкрикивали антисемитские оскорбления и издевались над арестованными. Через день эту же группу евреев снова под вооружённой охраной провели по городу на вокзал и поездом отправили в концлагерь Заксенхаузен. Среди депортированных был и раввин Лео Трепп, который возглавлял земельную общину Ольденбурга. Он пробыл в лагере только 18 дней, после чего, с помощью британских раввинов, удалось его освободить и вывезти из страны. Всего жертвами национал-социалистического террора в Ольденбурге стали 175 человек.

### Долгий путь к возрождению
7-го мая 1945 года британские войска вошли в Ольденбург. Полагают, что в городе вообще не осталось к этому времени ни одного еврея. Но вскоре несколько членов бывшей еврейской общины вернулись в город. Это были в основном те, кто сумел эмигрировать из Германии или имел «арийских» супругов, и поэтому в период нацизма смог выжить или на принудительных работах, или как заключенный концлагеря Терезиенштадт. Вернувшийся в Ольденбург бывший председатель довоенной общины Адольф де Бир с группой единомышленников попытался возродить в городе еврейскую жизнь. Но количество тех, кто присоединился к этой группе, было невелико: лишь несколько ольденбуржцев и людей из разных стран, оказавшихся после войны волею судьбы в Ольденбурге. Тем не менее, уже к концу 1945 года, при поддержке британской военной администрации, удалось основать «Еврейское культовое объединение Ольденбурга» как преемника довоенной «Еврейской земельной общины Ольденбурга». Однако у этой группы не было синагоги. По инициативе де Бира и с помощью военных властей города Еврейскому культовому объединению осенью 1946-го года удалось получить собственные помещения в небольшом жилом доме в центре города. В одном из этих помещений была оборудована молитвенная комната. О её открытии сообщала местная газета от 31-го октября 1946 года:
«Это был трогательный момент, когда свиток Торы внесли в небольшую комнату, в которой собралась лишь крохотная горстка выживших. Было не трудно понять, что думали эти люди и что они, возможно, чувствовали в тот момент. Они думали о своих ближайших родственниках, о всех тех, кто был им дорог, о мучениках, убитых руками тех, кто делали вид, что творит все это от имени немецкого народа. Почти ровно восемь лет назад была сожжена синагога. Сегодня небольшой молитвенной комнаты оказалось достаточно, чтобы после периода преследований вместить несколько оставшихся в живых».
Еврейское культовое объединение Ольденбурга, образованное в 1945 году как приемник довоенной еврейской общины города, в конце 1960-го года прекратило своё существование из-за малочисленности и отсутствия миньяна. При этом оно было удалено из госреестра объединений с пометкой: «Объединение упразднено из-за отсутствия членов».

### Возрождение еврейской жизни Ольденбурга
В 1989-м году группой энтузиастов было основано объединение под названием «Еврейская группа Ольденбурга», так как зарегистрировать еврейскую общину в то время было невозможно: почти половина членов группы не была евреями по Галахе. Своего помещения у группы не было, поэтому встречи и праздники проводились в различных местах. Первая официальная встреча состоялась в один из шаббатов в октябре 1989 года. За отдельным столом, покрытым красивой скатертью, украшенным цветами и свечами и уставленным разными лакомствами, собрались дети, многие из которых впервые в своей жизни встречали шаббат "по всем правилам".
Позже в эту группу вошла Сара-Рут Шуман, ставшая впоследствии многолетним председателем Еврейской общины Ольденбурга.
В августе 1992-го года была зарегистрирована и внесена в государственный реестр Еврейская община Ольденбурга, которая получила официальное наименование «Jüdische Gemeinde zu Oldenburg e.V.». В списке её учредителей было 18 человек, но в следующие годы, благодаря приезду евреев из бывшего СССР, община из небольшой группы единомышленников выросла численно более, чем в пятнадцать раз. Учредители общины, в 1992 году, решили в одном из помещений художественной галереи «Galerie 42», принадлежавшей С.-Р.Шуман, обустроить временную синагогу, в которой было почти всё, что требуется по еврейской традиции — арон кодеш (святой ковчег или Ковчег Завета), два свитка Торы, бима — место для чтения Торы и др. В этой синагоге регулярно проводились шаббаты, отмечались иудейские праздники и была отпразднована свадьба по еврейскому обычаю.
Вскоре городскими властями Ольденбурга было принято решение о передаче пустовавшего здания баптистской капеллы, построенного ещё в 19-м веке, в распоряжение Еврейской общины. Для размещения синагоги в этом запущенном здании, имеющем архитектурно-художественную и историческую ценность, необходимо было выполнить реконструкцию. Однако расходы на приобретение земельного участка, перестройку здания, благоустройство прилегающей территории и на другие необходимые работы составляли два миллиона немецких марок. Таких средств не только у небольшой Еврейской общины Ольденбурга, но и у города не было, и реализовать такой проект без привлечения спонсорских средств было невозможно. Понимая важность возрождения еврейской жизни и еврейской традиции в Ольденбурге, значительные средства выделили Христианская Церковь, Союз еврейских общин Нижней Саксонии, различные общественные организации, учреждения, фирмы и частные лица.
В 1995-м году Ольденбург отмечал 650-летний юбилей получения городом магдебургского права. В рамках этих торжеств и приуроченной к ним «Недели братства» и предполагалось передача здания новой синагоги в распоряжение Еврейской общины. На фронтоне здания укрепили памятную доску с надписью «Бет Элохим», которая украшала сожженную нацистами синагогу на Петерштрассе, сохранилась неповреждённой и снова украсила ольденбургскую синагогу.
5-го марта 1995 года состоялась торжественная передача здания синагоги с прилегающей территорией в распоряжение Еврейской общины Ольденбурга. В большом зале городского Культурного центра PFL проходила торжественная церемония передачи ключей и открытия новой синагоги. В церемонии приняли участие видные политические и религиозные деятели, в числе которых были бывший Президент ФРГ доктор Рихард фон Вайцзекер, тогдашний премьер-министр Нижней Саксонии, а затем канцлер Германии Герхард Шрёдер, Президент ландтага Нижней Саксонии Хорст Мильде, Председатель Центрального Совета евреев в Германии Игнац Бубис и другие.
В 2000-м году была закончена реконструкция приобретённого общиной соседнего с синагогой здания, в котором разместился общинный центр с помещениями для бюро и раввина, учебными комнатами, молодёжным центром, кидушным залом, миквой и другими помещениями.

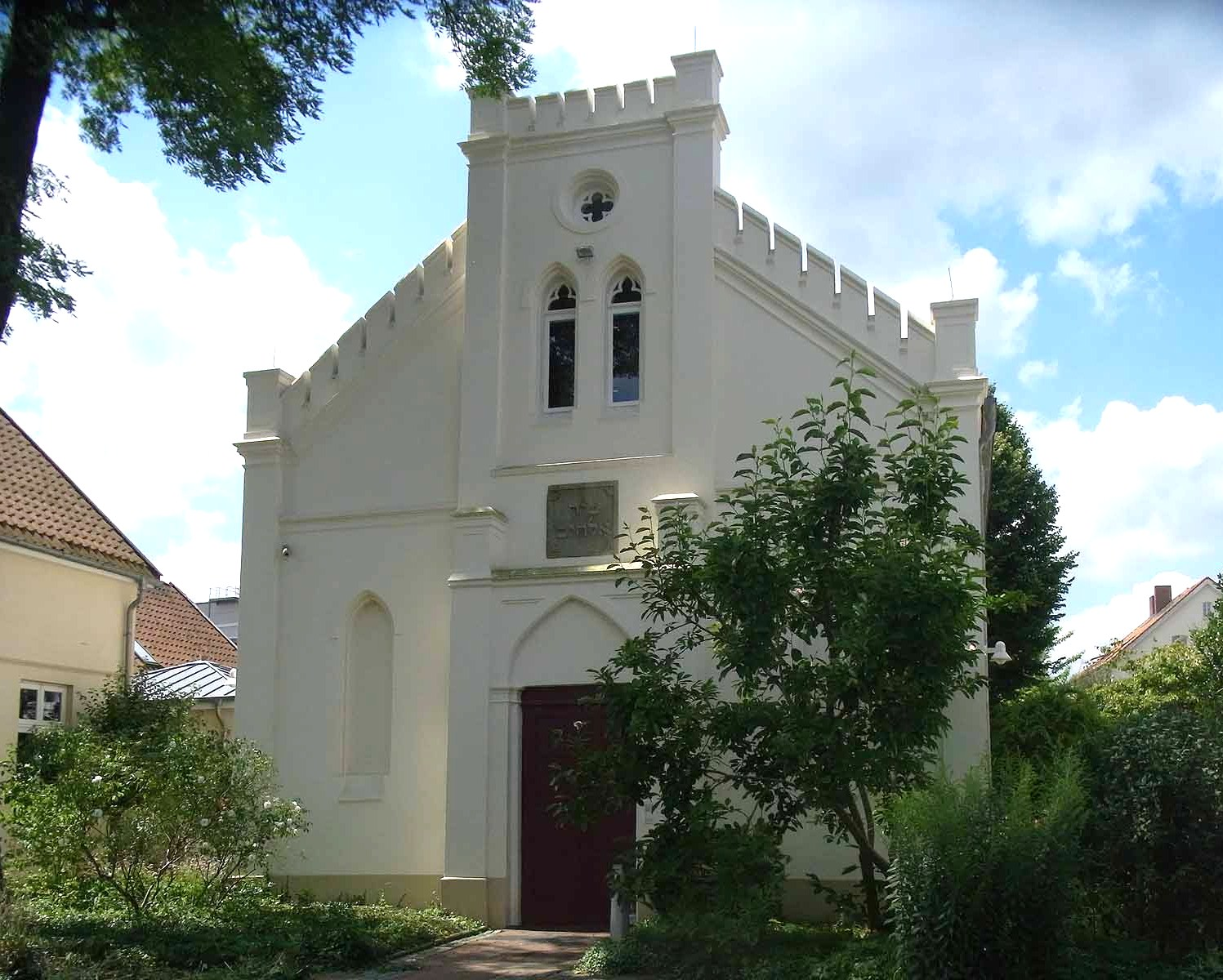
Синагога Ольденбурга весной 2009-го года

### Раввины
С 1992-го по 1995-й: Генри Г. Брандт
С 1995-го по 2004-й: Беа Вилер (первая женщина на этом посту после Холокоста)
С 2006-го по 2008-й: Даниэль Альтер
В период с 2008-го по 2010-й год работу раввина временно выполнял государственный раввин Нижней Саксонии Йона Сиверс
С 2010 года: Алина Трейгер (первая женщина-раввин, прошедшая обучение в Германии после 1935-го года)

### Историяеврейского кладбищаОльденбурга

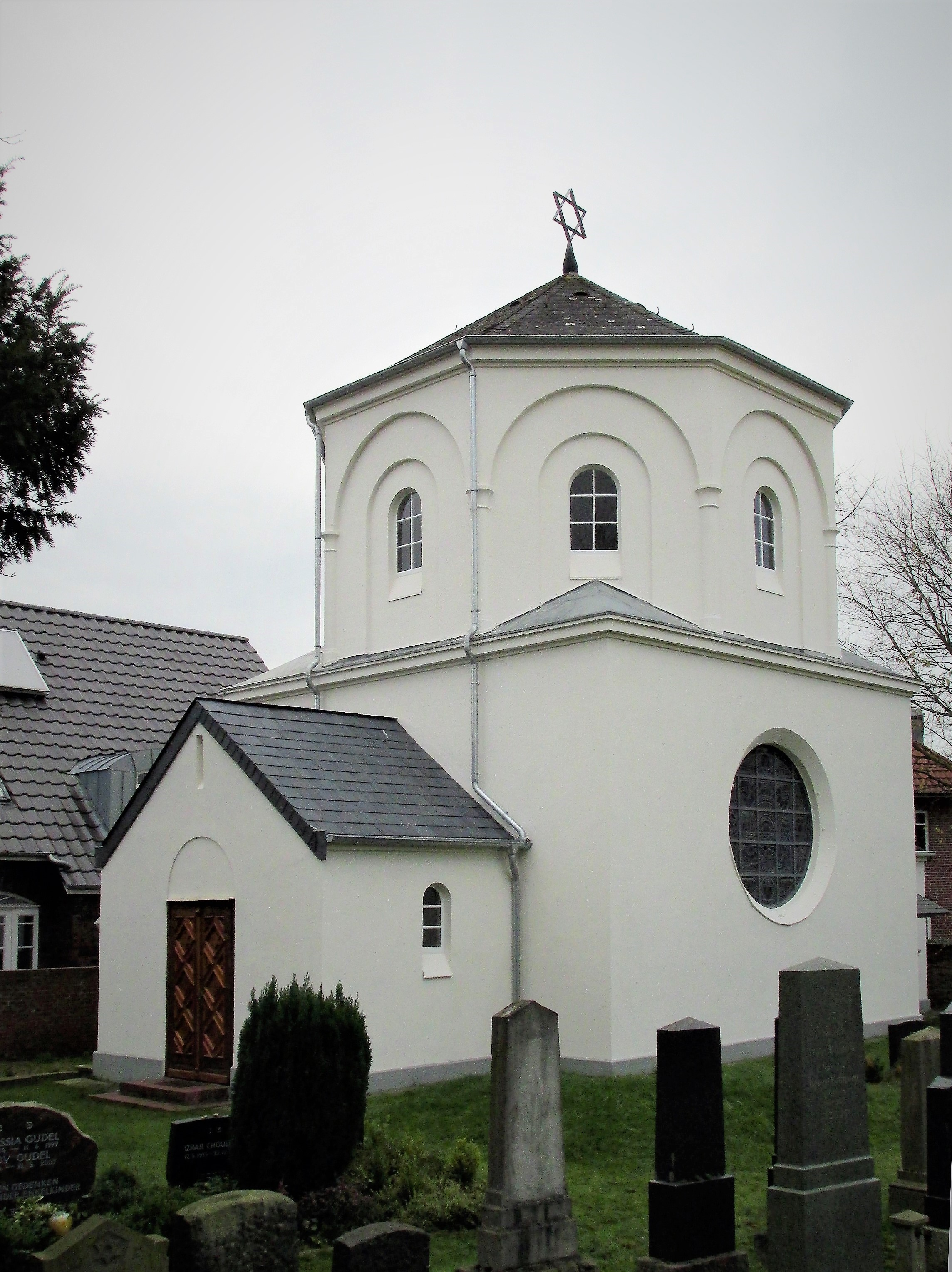
Траурный зал на Старом еврейском кладбище

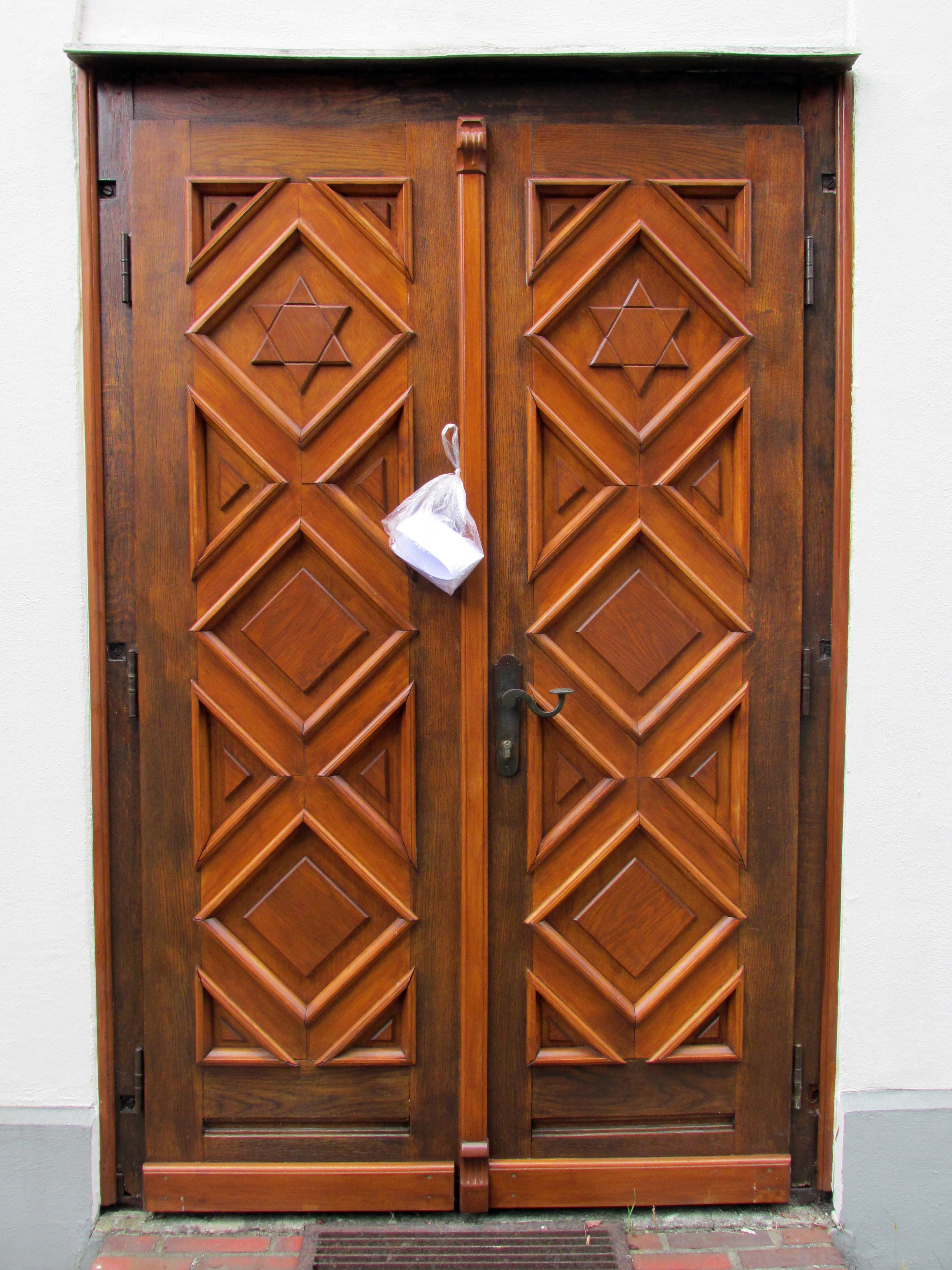
Записка на дверях Траурного зала от родственников одного из захороненных

До начала 19-го века Еврейская община Ольденбурга хоронила своих усопших в соседнем городе Фареле. В 1814-м году был приобретен в Остернбурге земельный участок под еврейское кладбище, и в этом же году было проведено первое захоронение. Об этой дате свидетельствует надгробный камень на могиле ребёнка Йошуа Рейерсбаха в восточной части кладбища. Кладбище использовалось не только евреями Ольденбурга, но и евреями из соседних населённых пунктов. В 1862-м году кладбище было расширено, а через несколько лет вокруг него была построена стена. Многие имена на могильных камнях напоминают о важных личностях еврейской истории Ольденбурга: о первом земельном раввине Бернхарде Векслере, о главном раввине Великого герцогства Ольденбургского в конце 19-го и начале 20-го веков Давиде Манхаймере и о других. По проекту Х.Бибеля на кладбище был построен Траурный зал, церемония открытия которого состоялась 1-го мая 1921-го года при участии земельного раввина Ольденбурга де Хааса, а местные газеты широко освещали это событие. На восточной стене здания установлен витраж, созданный художником из Бремена Роде. В Хрустальную ночь 10 ноября 1938 года два представителя Штурмовых отрядов, более известных под сокращением «СА», попытались поджечь Траурный зал, но им это не удалось. Поэтому они сбросили убранство зала и деревянные двери в кучу и подожгли её. Благодаря массивной конструкции здания сгорел инвентарь, но сам зал пострадал не сильно. В 1948-м году город Ольденбург решил выполнить реставрацию Траурного зала. Но продолжавшаяся в течение многих лет дискуссия о том, кто должен оплачивать расходы, задержала ремонт и восстановление зала на долгие годы. Только в 1975-м году ремонтные работы были завершены. В 1994-м году на куполе Траурного зала был установлен — Маген Давид — Звезда Давида. Из-за имевших место в последние годы актов вандализма на кладбище и осквернения неонацистами здания Траурного зала Еврейской общиной Ольденбурга выполнены реставрационные работы как внутри зала, так и снаружи. После открытия в 2000 году Нового еврейского кладбища в Крайенбрюке захоронения на Старом кладбище уже почти не проводились. Последнее погребение датировано 2010 годом.

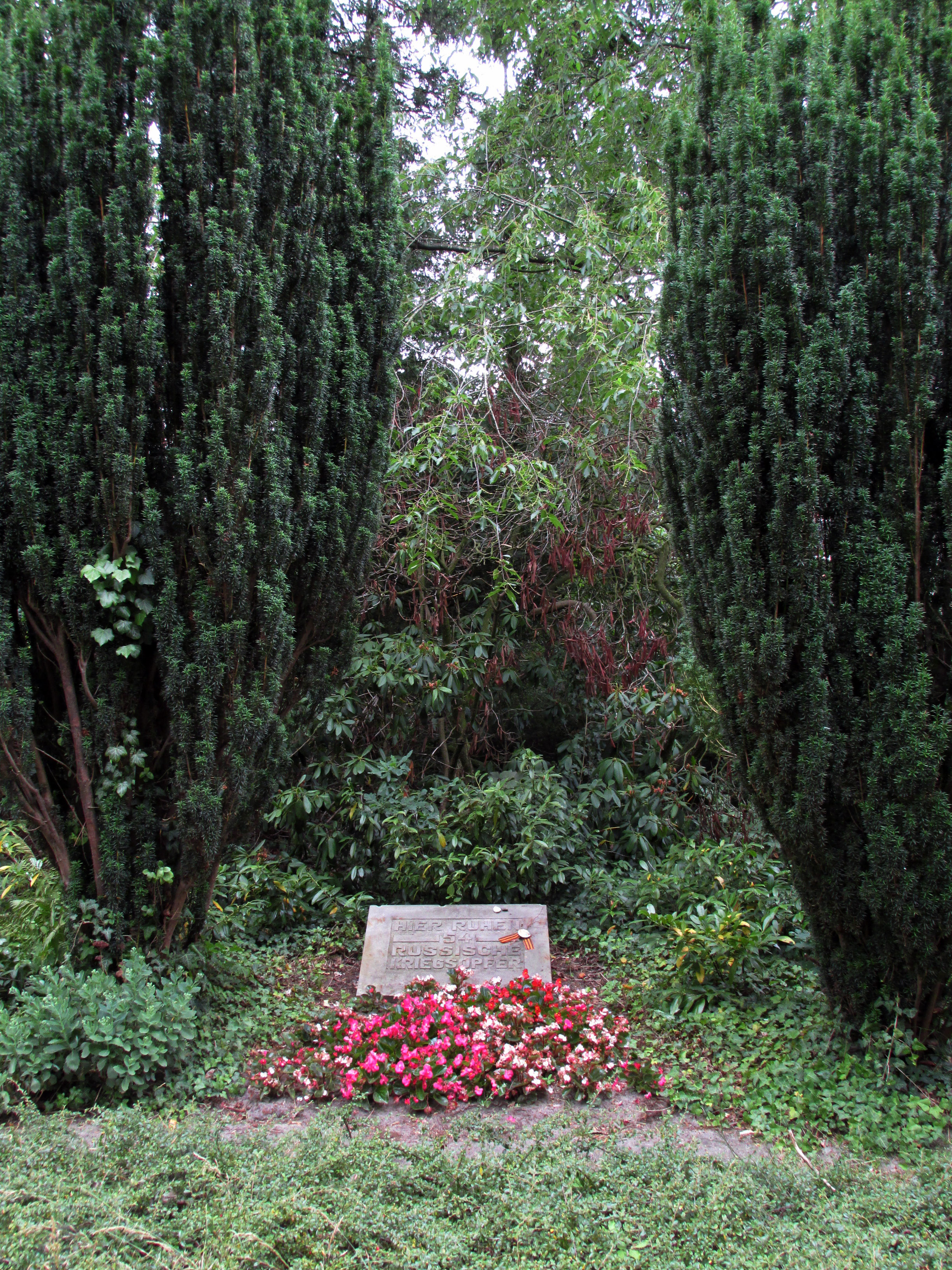
Братская могила жертв войны до 22-го июня 2021-го года

С этим кладбищем связан как ряд легенд, так и событий 20-го века. Так как с ноября 1938 года Еврейская община Ольденбурга прекратила своё существование, она была распущена и уничтожена, а кладбище осталось как бы «бесхозным». С конца августа 1941-го года по конец декабря 1942-го года на еврейском кладбище Ольденбурга были захоронены около 60-и человек-неевреев, в основном, пленных солдат Красной Армии, интернированных в трудовые лагеря для принудительных работ. Голод и болезни в сочетании с каторжной работой на строительстве дорог, а также применение насилия против этих, в основном, молодых людей, довели их до смерти, и умерших небрежно закапывали на еврейском кладбище. По свидетельству очевидцев, конные повозки или грузовики ночью или ранним утром подъезжали к стене еврейского кладбища в Ольденбурге, и истощенные тела этих людей, иногда даже ещё шевелящиеся, перебрасывали через стену, а днём — закапывали. После окончания войны британские власти поручили городскому совету восстановить и отреставрировать кладбище. В частности, в 1948-м году была создана символическая братская могила, и тогда же на ней была установлена простая памятная доска без указания имён, на которой было написано, что здесь похоронены 54 жертвы войны из России. За этим захоронением следили городские службы, однако длительное время из-за проблем с финансированием практически ничего не делалось по увековечиванию памяти и восстановлению имён этих жертв войны, а сроки изготовления и установки памятника на братской могиле несколько раз переносились. Работы по уходу за этой могилой и её уборке выполняла Еврейская община Ольденбурга.
В 2018-м году городом Ольденбургом был объявлен конкурс проектов мемориала на Старом еврейском кладбище в память жертв войны, анонимно захороненных в этом месте. К этому времени уже было уточнено, что здесь покоятся не 54 человека, как полагали ранее, а 56 жертв. Решением жюри был определён победитель конкурса, которым стал бременский художник и скульптор Амир Омерович, разработавший оригинальный проект.

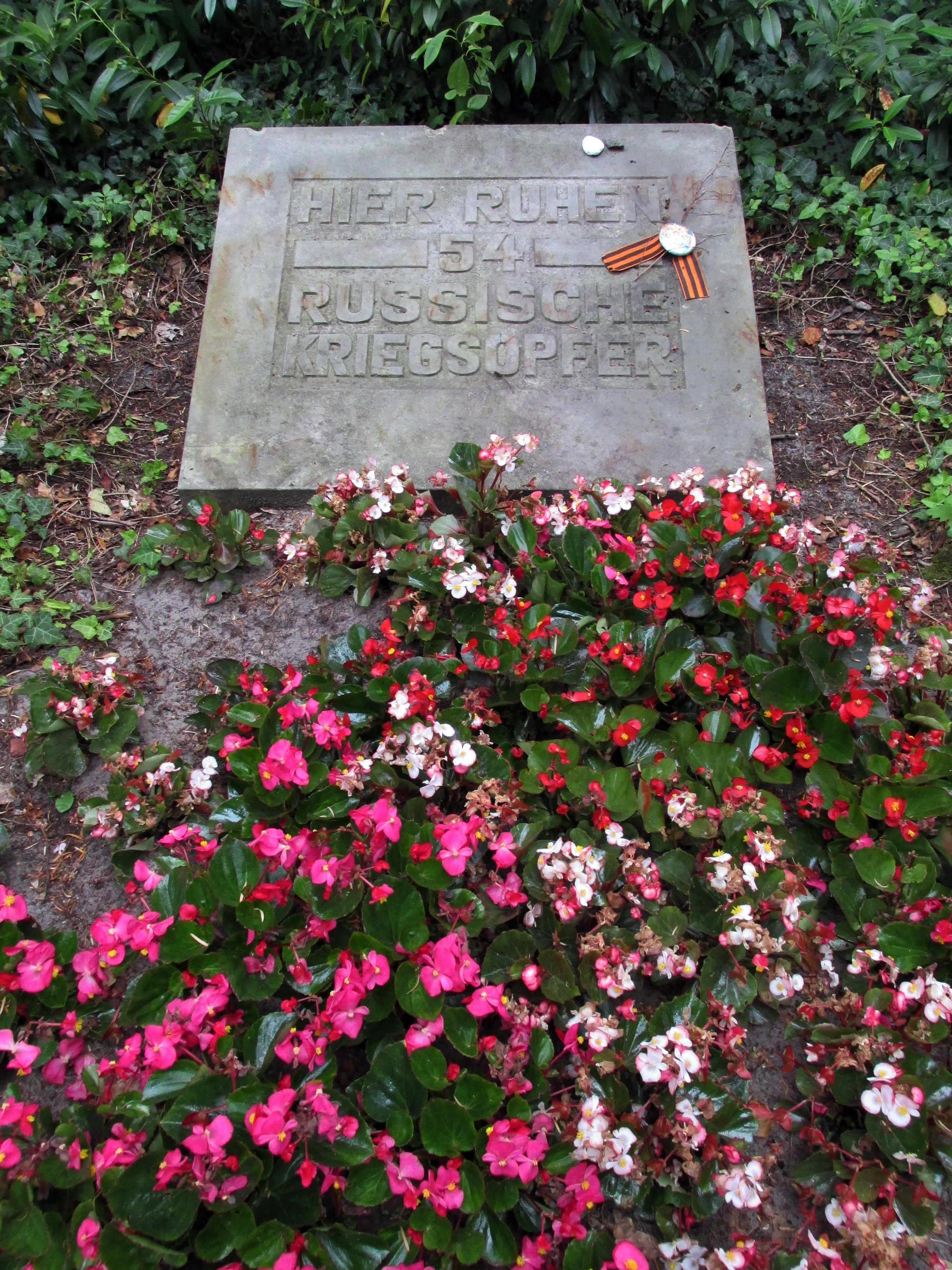
Памятная доска на братской могиле погибших советских военнопленных

В 80-ю годовщину со дня нападения гитлеровской Германии на Советский Союз, 22-го июня 2021-го года, состоялось торжественное открытие памятника-мемориала на Старом еврейском кладбище Ольденбурга. Мэр Ольденбурга Юрген Крогман снял покрывало со стелы с именами жертв войны, на которой также выбита надпись на немецком и английском языках:
«Следы в этом месте напоминают о страданиях и смерти во времена национал-социализма 56-и жертв войны советского, польского и неизвестного происхождения. Этим 48-и солдатам и 8-и гражданским лицам в период между 1941-м и 1943-м годами пришлось умереть в Ольденбурге, и они были погребены здесь, в безымянной могиле».

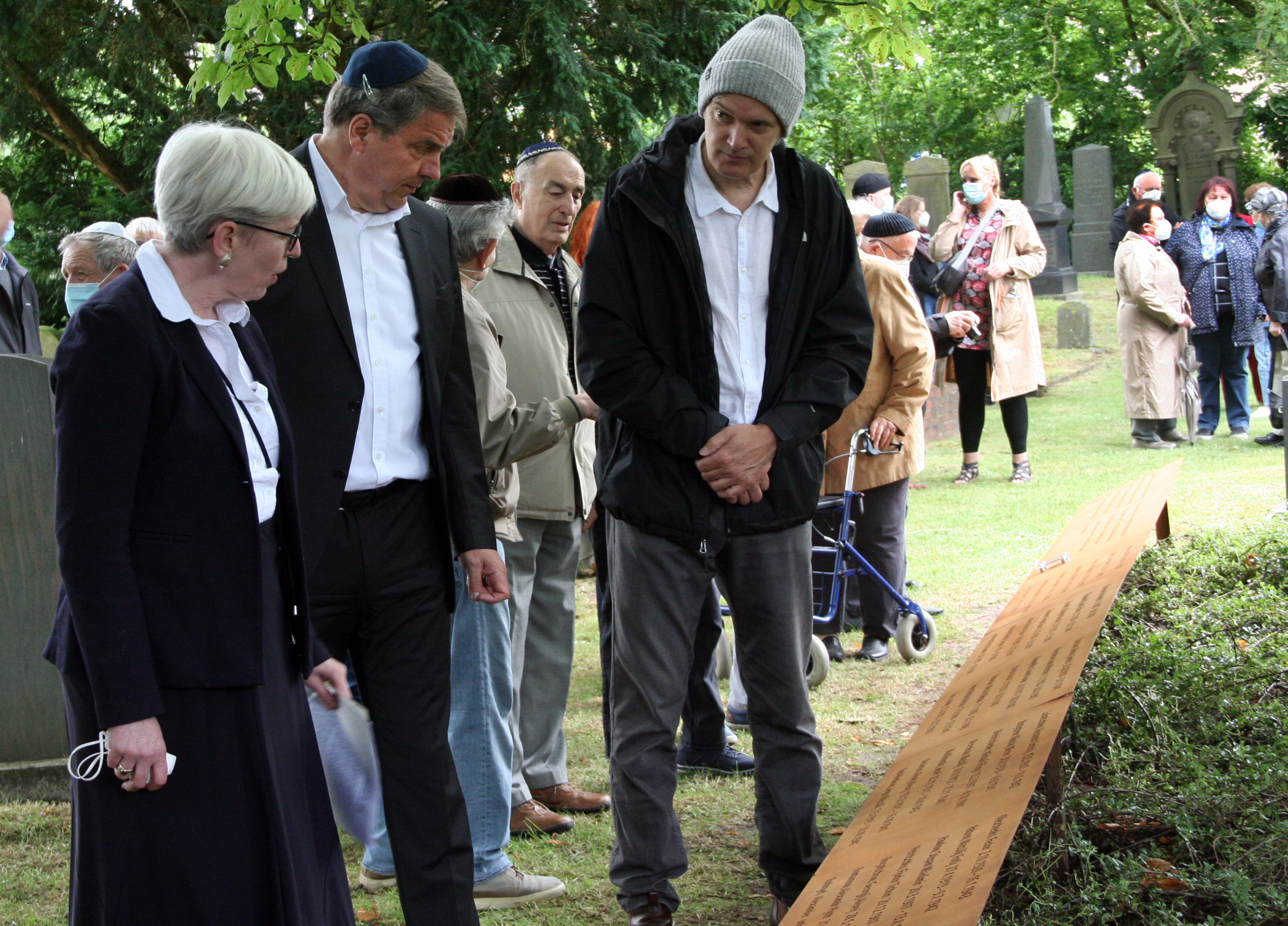
Председатель Еврейской общины Ольденбурга Элизабет Шлезингер, мэр Ольденбурга Юрген Крогман и бременский скульптор Амир Омерович осматривают памятную стелу с именами жертв войны. 22-e июня 2021-го года

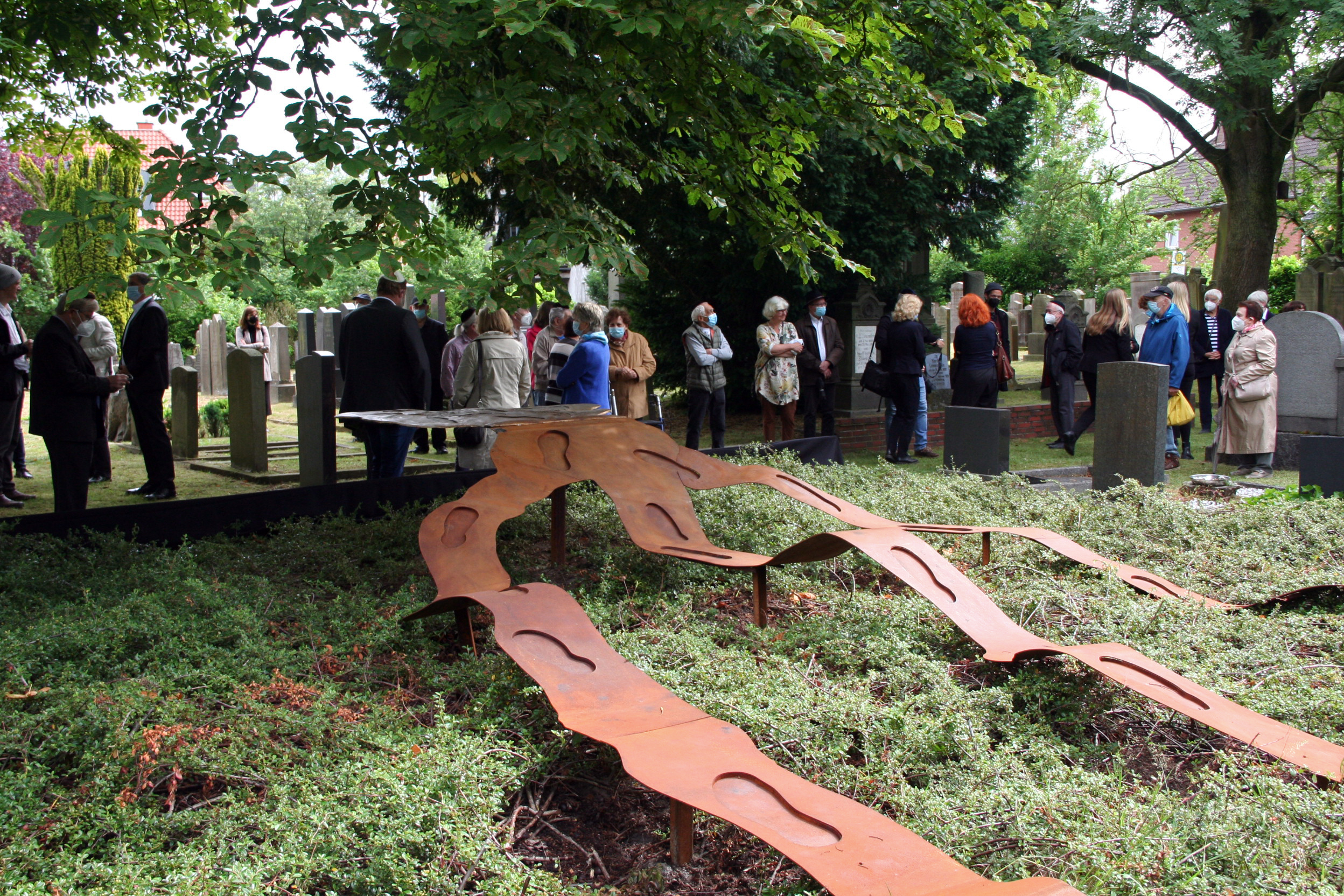
Открытие мемориала. 22-е июня 2021-го года

Эпизод, связанный с этой братской могилой. В начале мая 2019-го года, во время очередной уборки кладбища, на дверях Траурного зала была обнаружена записка с благодарностью за уход за этим захоронением. Эту записку оставили родственники одного из захороненных — Александра Лобачёва, 1907-го года рождения. Память своего отца и прадеда почтили его сын Николай и правнук Никита из российской Сызрани. В течение многих лет Николай искал место захоронения отца. Только с помощью посольства ФРГ в России ему удалось найти эту братскую могилу в Ольденбурге, и он, в сопровождении внука, посетил место захоронения отца. После открытия памятника-мемориала активисты Еврейской общины отправили в Россию сыну и правнуку Александра Лобачёва сообщение об этом событии с соответствующими фотографиями.

## Использованная литература
Goertz, Dieter. Juden in Oldenburg 1930—1938 : Struktur, Integration und Verfolgung. Oldenburg : Heinz Holzberg Verlag, 1988.
Meyer, Enno. Menschen zwischen Weser und Ems 1933—1945 — Wie sie lebten, was sie erlebten. Oldenburg : Heinz Holzberg Verlag, 1986.
Schaap, Klaus. Oldenburgs Weg ins «Dritte Reich». Oldenburg : Heinz Holzberg Verlag, 1983.

## Использованные интернет-ресурсы
Jüdische Gemeinde zu Oldenburg